# 美熹德
美熹德（英语：Merced）是一個位於美國加利福尼亞州中部聖華金谷地區 (San Joaquin Valley) 的城市，也是同名縣份美熹德縣 (Merced County) 的縣府。根據2000年人口普查，共有人口7萬3610人。創建於1889年，美熹德是加州法律下的一個特許城市 (charter city)，市政府為議會-經理制。美熹德是以附近的美熹德河（Merced River）而名。
美熹德也被稱為「通往優勝美地之門(Gateway to Yosemite)」，因為99号加利福尼亚州州道及140号加利福尼亚州州道的交匯點就在美熹德城內。經由CA-140一路往東，優勝美地國家公園即在美熹德約兩個小時車程的地方，；美熹德往西，經由CA-152公路可到達蒙特瑞灣(Monterey Bay)和太平洋，與漫長的海灘。美熹德位處加州中央谷地中部，距離舊金山約2.5小時車程，距離加州首府沙加緬度約2小時車程，距離洛杉磯約5小時車程。附近較大的城市有 南邊的佛雷斯諾及北邊的莫德斯托。
美熹德城與外界的交通主要依靠穿城而過的99号加利福尼亚州州道、美鐵聖華金線鐵路客運、美熹德機場(Merced Municipal Airport)、和兩條巴士線提供。在加利福尼亞州未來的發展計劃中，美熹德城南郊將成為加利福尼亞高速鐵路的重要交匯處，將前往沙加緬度的支線與舊金山-洛杉磯主線聯絡起來。
美熹德城主要的媒體為當地的太陽星報（Merced Sunstar），而電視傳媒多為位於臨近城市的電視台，如ABC30（位於佛雷斯諾）。
2005年，美熹德成為加州大學 (University of California) 第十個也是最新校區的所在地，即是美熹德加利福尼亞大學 (University of California, Merced)。